# جوزفين بخيتة
جوزفين بخيتة (1869؟ - 8 فبراير 1947) هي أول سودانية يتم إعلان قداستها في الكنيسة الكاثوليكية، وقد تم ذلك بتاريخ 1 أوكتوبر/تشرين الأول عام 2000.

## حياتها

### الخلفية العائلية
اسمها جوزفين بخيتة، ولدت في دارفور في قرية صغيرة تدعى أولجوسا عام 1869. وهي ذات خلفية نوبية عاشت جزء من طفولتها في أولجوسا مع والديها وثلاثة إخوة وأربع أخوات واحدة منهما كانت أختها التوأم.

### فترة العبودية
عندما كانت بخيتة طفلة صغيرة هاجم تجار العبيد قريتها وتمكنوا من خطف أختها البكر، فقد كان السودان حينها سوقا نشطا لعمليات خطف السود وتحويلهم لعبيد.
في نفس الفترة كانت تجارة العبيد تتجه نحو القارة الأمريكية صدر القرار في الغرب بمنعها فتحول ثقل تلك التجارة لشمال أفريقيا للأسواق العربية. في ذلك الوقت كان السودان خاضعاً للسيطرة المصرية البريطانية وفي عام 1856 منعت تجارة العبيد في البلاد، إلا أن الحكومة كانت تغض الطرف عن ملاحقة مزواليها.
بدورها تعرضت بخيتة لذات مصير شقيقتها عام 1876 أو 1877 وهي تقريبا بعمر التاسعة حيث خطفت هي الأخرى وسيقت للعبودية، وقد دونت في مذكراتها بأن خاطفيها كانوا من النخاسين العرب الذين قاموا ببيعها مرات عديدة في أسواق الأبيض وفي أسواق الخرطوم. وتعزو بخيتة نسيانها لاسمها الحقيقي لما تعرضت له من عذاب وترهيب. وكان (بخيتة) الاسم الذي أطلقه عليها مالكوها.
في النهاية كانت بخيتة عبدة لجنرال عثماني وكان هذا الأخير قد قرر قبل مغادرته للسودان بيع جميع عبيده، فاشتريت بخيتة من قبل كاليستو ليجاني والذي كان يشغل آنذاك مركزالقنصل الإيطالي في الخرطوم. كان القنصل وعائلته يعاملون بخيتة معاملة حسنة بالمقارنة مع ما عاشته سابقاً فكتبت عن تلك المرحلة بأن سيدها الجديد كان رجل طيباً فلم يكن يعرضها للضرب أو الاغتصاب أو الشتائم. عمومًا خلفت فترة العبودية في جسد بخيتة 144 ندبة رافقتها حتى مماتها.

### نحو الحرية
عام 1885 اندلعت ثورة المهدي في السودان فاضطر القنصل الإيطالي ليجاني لمغادرة البلاد، فعاد بحراً مع أسرته وعائلة الميشيلي الصديقة وبخيتة إلى إيطاليا. ومع وصولهم لجنوة طلبت السيدة ميشيلي من القنصل الاحتفاظ ببخيتة، فتوجهت بخيتة مع أسرة الميشيلي إلى زياجينو إحدى ضواحي ميراتو فينيتو في ولاية فينيسيا. هناك عهد إلى بخيتة مهمة الاعتناء بطفلة العائلة ميمينا فأصبحت مربيتها وصديقتها المقربة.
بعد ذلك امتلكت السيد أوغوست ميشيلي فندقاً كبيراً في ميناء سواكن على البحر الأحمر، فرغبت السيدة ميشيلي الانضمام لزوجها لمساعدته في إدارة الفندق. وقبلت راهبات من فينيسيا طلب آل ميشيلي باستقبال بخيتة وميمينا في بيتهن لفترة من الزمن. هناك آمنت بخيتة بالمسيحية، وعندما طلبت إليها سيدتها العودة إلى السودان مع ميمينا رفضت ذلك وقررت البقاء مع الراهبات، حيث لم يكن أحد يستطيع إرغامها على العودة بما أنها كانت تقيم في إيطاليا وبالتالي لم تكن تعتبر عبدة بحسب القانون الإيطالي الذي لايعترف بالعبودية أصلاً.

### حياتها كمسيحية
بعد عدة أشهر تلقت بخيتة سر العماد المسيحي لتصبح مسيحية بشكل رسمي وكان ذلك بتاريخ 9 يناير/كانون الأول عام 1890، وأعطي لها اسم جديد (جوزفين). وكرست بخيتة حياتها بالكامل للخدمة الكنسية بتاريخ 8 ديسمبر/كانون الأول عام 1896، وذلك في مؤسسة القديسة المجدلية في كانوسا (بنات الرحمة والإحسان). عام 1902 انتقلت جوزفين بخيتة إلى شيو حيث قضت هناك أكثر من خمسين سنة من الخدمة في بيت الراهبات، وكانت بخيتة محبوبة في تلك المنطقة فكان الجميع يناديها (الأم السوداء الصغيرة). في شيخوختها ابتليت بخيتة بالمرض، وفارقت الحياة بتاريخ 8 فبراير/شباط 1947.

## إعلان قداستها
بتاريخ 17 مايو/أيار 1992 أعلن البابا يوحنا بولس الثاني جوزفين بخيتة كطوباوية وأعلنها قديسة وفقاً للتقليد الكاثوليكي في الأول من أكتوبر/تشرين الأول عام 2000 وهي مرتبة سامية جداً في الكنيسة الكاثوليكية تقديراً لسيرتها وللتضحيات التي قدمتها خلال حياتها. ويعيد لها في 8 فبراير/شباط من كل عام.